# Mariner-Klasse
Die C4-S-1a Mariner-Klasse (C4-S-1a), nach der Bezeichnung des MARAD-Entwurfs, Mariner, (da nahezu alle Bauten auf diesen Namen endeten) ist eine Baureihe von dampfturbinengetriebenen Liberty-Ersatzsschiffen der United States Navy. Sie wurden ab 1952 in Betrieb genommen und waren bei ihrem Bau die schnellsten Frachtschiffe weltweit.

## Geschichte
Nachdem die nur einmal als C-3-Prototyp gebaute Schuyler Otis Bland die US Maritime Administration (MARAD) zwar von der Notwendigkeit einer Nachfolgebaureihe für die Liberty-Frachter und Victory-Schiffe überzeugt hatte, wurde im Zuge des Koreakriegs Geschwindigkeit von Transporten neu bewertet. Am Anfang des Koreakonflikts wurden unter anderem drei für die American Line im Bau befindliche Passagierschiffe übernommen und als Truppentransporter des Military Sea Transport Service (MSTS) in Dienst gestellt. Auch die Einführung schneller, mit RoRo-Einrichtungen ausgerüstete Truppenversorger zeigte die Bedeutung höherer Geschwindigkeiten.
Vor diesem Hintergrund gab der amerikanische Kongress 350 Millionen US-Dollar zum Bau von 35 Schiffen der neukonstruierten C4-S-1a-Mariner-Klasse frei. Unter der Aufsicht von Admiral Edward L. Cochrane wurde beschlossen, keine Weiterentwicklung der vorhandenen Entwürfe zu versuchen, sondern einen neuen größeren und schnelleren Schiffstyp zu konstruieren. Die Mariner Schiffe waren technisch sehr viel weiterentwickelt, als die Kriegsbauten und besaßen zum Beispiel hydraulische Faltlukendeckel, um die vier Laderäume vor den Decksaufbauten sowie die zwei achtern gelegenen Laderäume zu schließen. Mit ihrer leistungsfähigen Antriebsanlage waren sie auf eine Geschwindigkeit von 20 Knoten ausgelegt, und damit um 1,5 bis 2 Knoten schneller als die Schuyler Otis Bland.
Erstes Schiff der ab 1951 auf US-Werften hergestellten Schiffe war die am 29. Februar 1952 abgelieferte Keystone Mariner. Nach Ende des Koreakriegs bot die MARAD einen Teil der Schiffe amerikanischen Reedereien zum Kauf an. Diese waren anfangs zunächst skeptisch, da der neue Schiffstyp ihnen zu groß, zu schnell und auch technisch erheblich anspruchsvoller war. Einige Schiffe wurden von der US Navy übernommen und dort entsprechend umgebaut. Der Rest wurde zunächst aufgelegt. Nach und nach ließen sich aber verschiedene Reedereien von den Vorzügen des Mariners überzeugen. Im Laufe der Zeit erhöhte sich die Nachfrage nach den Schiffen und als alle unter staatlicher Aufsicht gebauten Mariner verkauft waren, orderten einige Reedereien weitere 17 oder 18 Mariner-Neubauten. Auch in anderen Ländern begann man später Schnellfrachter nach ähnlichen Entwürfen zu bauen.
1955, nach Abschluss des Bauprogramms waren 29 Schiffe für folgende Reedereien gebaut worden: neun für die United States Lines, acht für die American President Lines, sieben für die Pacific Far East Lines, je zwei Einheiten an die Pacific Transport Lines und die Matson Navigation Company, sowie einen Mariner an die American Banner Line, wobei die beiden für die Reederei Matson geplanten Schiffe jedoch 1956/57 in zwei Bauaufträge für die beiden Passagierschiffe Monterey und Mariposa umgewandelt wurden.
In der Rückschau gilt der Mariner als wohl erfolgreichste Konstruktion der MARAD, insbesondere auch deshalb, weil er bis zum Einbruch des Containerzeitalters, weltweit viele auf ihm basierende Nachbauten und Entwürfe nach sich zog.
Eine kuriose Besonderheit am Rande der Mariner-Klasse-Schiffe waren die „National Defense Features“, technische Einrichtungen, wie verplombte Extra-Düsenblöcke an den Turbinen zur Erhöhung der Leistung, deren Benutzung bei den Zivilschiffen mit Konventionalstrafen belegt war.

## Die Schiffe (Auswahl)

### Frachtschiffe
- Das erste Schiff der Klasse im Baustadium war die am 15. Juni 1951 auf Kiel gelegte und am 29. Februar 1952 mit der Baunummer 583 bei der Werft Sun Shipbuilding in Chester vom Stapel gelaufene Keystone Mariner. Sie wurde am 31. Juli 1952 fertiggestellt und ab dem 23. Juni 1984 in Kaohsiung verschrottet.[1]
- Erstes fertiggestelltes Schiff der Klasse war jedoch die am 25. April 1952 mit der Baunummer 490 bei der Werft Newport News Shipbuilding in Newport News vom Stapel gelaufene Old Dominion Mariner. Sie wurde am 3. Juli 1952 fertiggestellt und ab dem Juni 1987 ebenfalls in Kaohsiung abgebrochen.[2]

Im Zuge der Containerisierung nutzten die meisten Reedereien gegen Ende der 1970er Jahre die Möglichkeit ihre Mariner gegen einen Kostenausgleich als Teil der National Defense Reserve Fleet einzumotten.

### Frachtschiffsumbauten

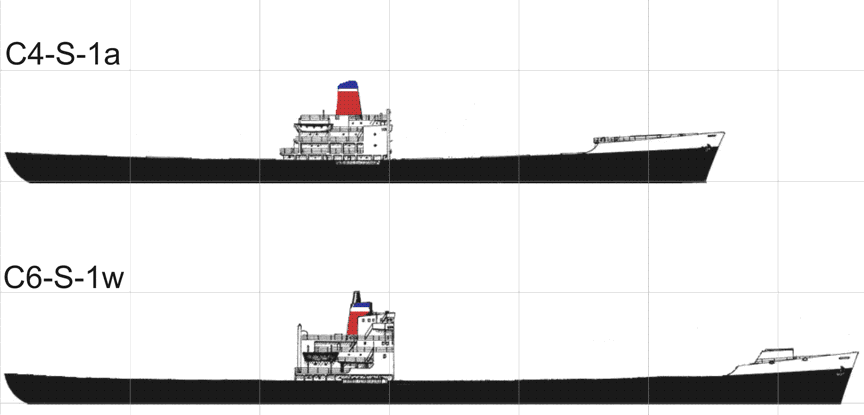
Vergleich der Seitenansicht, vor und nach dem Umbau

Einige Schiffe wurden später umgebaut, um sie an die Zeitbedürfnisse anzupassen. So ließ die American Mail Line 1971 drei ihrer Mariner (Washington Mail, Japan Mail und Philippine Mail) bei der Bethlehem Steel’s Werft in San Francisco vergrößern und zu 203,60 m langen Containerschiffen umbauen, die so die vierfache Menge an Containern transportieren konnten. Auch die United States Lines ließ 1970/71 acht ihrer ursprünglichen Mariner zum MARAD Design C6-S-1w umbauen. Echte Weiterentwicklung der Baureihe waren die später von der Reederei APL eingeführten Master Mariners sowie die 23 Knoten schnellen Seamaster.

### Passagierschiffsumbauten
Größe und Geschwindigkeit des Mariner-Entwurfs entsprachen in den 1950er Jahren in etwa den Werten eines durchschnittlichen Passagierschiffs. Der Reederei Matson Lines gelang es, einen Vertrag mit der US-Regierung zu schließen, zwei bestehende Mariner-Schiffe zu Passagierschiffen umzubauen, um sie in ihren Westküsten-Liniendienst einzugliedern. Wesentlicher Punkt war hier die geschweißte Konstruktion der Mariner, da diese sich verhältnismäßig einfach und kostengünstig zu einem Passagierschiff umbauen ließ, statt dieses komplett neu zu bauen.
- 1955 wurde die Pine Tree Mariner erworben und bis 1956 zur Mariposa umgebaut. 1957 folgte das Schwesterschiff Monterey, welches aus der 1952 gebauten Free State Mariner entstand. Die Schwestern waren zwar verhältnismäßig einfach ausgestattet, aber trotzdem komfortabel und für guten Service und gute Küche bekannt. Beide Schiffe wurden 1971 an die Pacific Far East Line verkauft, als Matson sich stärker auf das Frachtgeschäft konzentrierte. Als die staatlichen Beihilfen zur Aufrechterhaltung des Dienstes 1978 endete auch die Linienfahrt der beiden Schiffe. Die Mariposa wurde verkauft und hatte verschiedene weitere Eigner und Namen, bis sie 1996 schließlich verschrottet wurde. Die Monterey wurde 1988 zum reinen Kreuzfahrtschiff umgebaut und 1990 von der Reederei Mediterranean Shipping Company erworben, die sie für Kreuzfahrten im Mittelmeer einsetzte. Nachdem sie für ihre letzte Reise zum Abbruch nach Indien in Monte umbenannt wurde, erreichte sie am 3. November 2006 Alang.[3]
- Ein weiteres Schiff der Mariner-Klasse wurde mit der Badger Mariner 1957 für die American Banner Lines zum Passagierschiff umgebaut. Die so entstandene Atlantic orientierte sich mit ihren nur 40 Plätzen in der Ersten Klasse, aber 860 Plätzen in der Touristenklasse am Transatlantik-Service der Holland America Line Schiffe Ryndam und Maasdam. Da diesem Dienst kein geschäftlicher Erfolg beschieden war, veräußerte man das Schiff 1959 an die American Export Lines, die es im New York-Mittelmeer-Dienst einsetzte. 1968 legte man die Atlantic auf und 1971 kaufte C.Y.Tung das Schiff und benannte es in Universe Campus um, 1976 erfolgte eine weitere Umbenennung auf Universe. Am 6. April 1996 traf es schließlich zum Abbruch in Alang ein.[4]

### Militärische Umbauten
Im Zuge der Modernisierung der US Navy mit schnelleren attack transports (APA's) wurden in den 1950er Jahren mehrere Mariner Neubauten umgebaut:
- Aus der Diamond Mariner wurde 1958 auf der Todd Werft der größte und schnellste „attack transport“, die USS Paul Revere (APA-248).
- Die am 13. Februar 1954 von der  New York Shipbuilding Corporation in Camden, New Jersey zu Wasser gelassene und am 25. Mai 1954 an die MARAD abgelieferte Prarie Mariner wurde am 6. Januar 1955 in die National Defense Reserve Fleet gegeben. Am 16. März 1959 brachte man sie zum Umbau zur Bethlehem Steel Corporation in Baltimore, welche sie zum „attack transport“ umbaute. Am 6. Juli 1961 wurde sie als USS Francis Marion (APA-249) in Dienst gestellt.

Schon Ende der 1950er Jahre wurde klar, dass Landungstransportschiffe im Zuge der Umstrukturierung der Landungseinheiten auf amphibische Fahrzeuge und Hubschrauber von der Zeit überholt werden würden. Daher begann man die APAs während der 1960er Jahre zu ersetzen. 1969 wurden die noch vorhandenen Schiffe unter Beibehaltung ihrer Nummern zu inaktiven LPA's. Die letzten von ihnen wurden 1980 ins Ausland verkauft.
- Die Evergreen Mariner wurde am 16. Februar 1953 bei der Werft Bethlehem Pacific Coast Steel Corp in San Francisco im Auftrag der Maritime Administration auf Kiel gelegt und am 22. Dezember 1953 vom Stapel gelassen. Am 10. Juni 1954 wurde sie in USS Tulare (AKA-112) umbenannt und bei ihrer Bauwerft zum attack cargo ship umgebaut. Sie wurde am 10. Januar 1956 zurückgeliefert und am  12. Januar 1956 von der  US Navy in Dienst gestellt. Auch sie wurde am 1. Januar 1969 als LKA-112 umbezeichnet, am 31. März 1986 außer Dienst gestellt und am 31. August 1992 gestrichen.

- Das Military Sealift Command betreibt die USNS Observation Island (T-AGM 23). Die Observation Island lief am 15. August 1953 bei der Werft New York Shipbuilding als Empire State Mariner vom Stapel. Die US Navy erwarb das Schiff im September 1956 und ließ es bei Norfolk Naval Shipyard zum Flugkörperüberwachungsschiff umbauen. Nachdem es von der Maritime Administration in der Zeit von 1972 bis zum August 1977 zur Reserveflotte gegeben wurde, klassifizierte sie die U.S. Navy ab da als missile range instrumentation ship T-AGM 23 des Military Sealift Command.[5]